# Arquidiocese de Breslávia
A Arquidiocese de Breslávia (Archidiœcesis Vratislaviensis) é uma circunscrição eclesiástica da Igreja Católica situada em Breslávia, Polônia. Seu atual arcebispo é Józef Piotr Kupny. Sua Sé é a Catedral de São João Batista de Breslávia.
Possui 299 paróquias servidas por 840 padres, abrangendo uma população de 1 205 902 habitantes, com 80% da dessa população jurisdicionada batizada (964 720 católicos).

## História
A diocese de Breslávia foi erigida no século X obtendo o território das dioceses de Meißen e de Praga. Era originalmente sufragânea da Arquidiocese de Gniezno.
No século XIV, Carlos IV tentou repetidamente tornar Breslávia sufragânea de Praga, mas o plano falhou devido à oposição dos arcebispos de Gniezno.
No século XV o bispo Konrad z Oleśnicy implementou uma política destinada a excluir dos benefícios eclesiásticos os poloneses e defender-se contra ataques hussitas. No decorrer do mesmo século e ao longo do século seguinte, a diocese foi perturbada pela expansão do protestantismo, que nem todos os bispos foram capazes de combater efetivamente, mesmo por causa do descuido dos imperadores, que estavam mais preocupados com a ameaça turca ao sul. Nesse período o capítulo da catedral e mais tarde a Companhia de Jesus foram as pedras angulares do catolicismo na Silésia.
Uma controvérsia com o imperador surgiu em 1596, quando ele se recusou a reconhecer o bispo Bonaventura Hahn, que será forçado a renunciar.
Ao bispo Frederico de Hesse-Darmstadt, um protestante alemão que se converteu em Roma, se deve o singular privilégio de os cônegos usarem a mozeta vermelha.
No final do século XVII, o imperador fez uma nova recusa ao bispo eleito pelo capítulo e impôs o candidato Wolfgang Jorge Frederico de Neuburgo que, entretanto, morreu. Seu irmão, Francisco Luís de Neuburgo, foi nomeado bispo.
No início do século XVIII, os bispos obtiveram a restituição de numerosas igrejas secularizadas um século antes e os imperadores se encarregaram de restaurá-las e adaptá-las novamente ao culto católico.
Em 16 de julho de 1821 por efeito da bula De salute animarum do Papa Pio VII, com as quais as dioceses do Reino da Prússia foram redefinidas territorialmente, Breslávia tornou-se mmediatamente sujeita à Santa Sé e, exceto uma parte cedida para a Arquidiocese de Poznań, foi ampliada incluindo partes da diocese de Cracovia e da suprimida abadia nullius de Neuenzell na Lusácia; no total a diocese compreendia 621 paróquias, incluindo aquelas que estavam no Império Austríaco. Além disso, a bula estabeleceu a "Delegação de Berlim", submissa à jurisdição dos bispos de Breslávia, constituído pelos territórios da maior parte de Brandemburgo e Pomerânia, retirados do vicariato apostólico das Missões do Norte; o delegado do bispo de Breslávia para a administração deste território era o preboste de Santa Edwiges dd Berlim, que se tornou cânone honorário do capítulo da Catedral de Breslávia.
Em 1840, o bispo Leopold Sedlnitzky, incapaz de se posicionar sobre casamentos mistos, assunto que assumiu grande importância, renunciou a pedido do Papa Gregório XVI. Ele se mudou para Berlim e depois abandonou o catolicismo para abraçar o protestantismo. A partir de Robert Herzog, a Santa Sé exercerá regularmente o direito de eleição dos bispos.
Em 28 de outubro de 1925 cedeu uma parte do seu território em vantagem da ereção da diocese de Częstochowa (hoje arquidiocese).
Em 13 de agosto de 1930 por força da bula Pastoralis officii nostri do Papa Pio XI cedeu outra parte de território para a ereção da diocese de Berlim e, neste momento, foi elevada à dignidade de arquidiocese metropolitana.

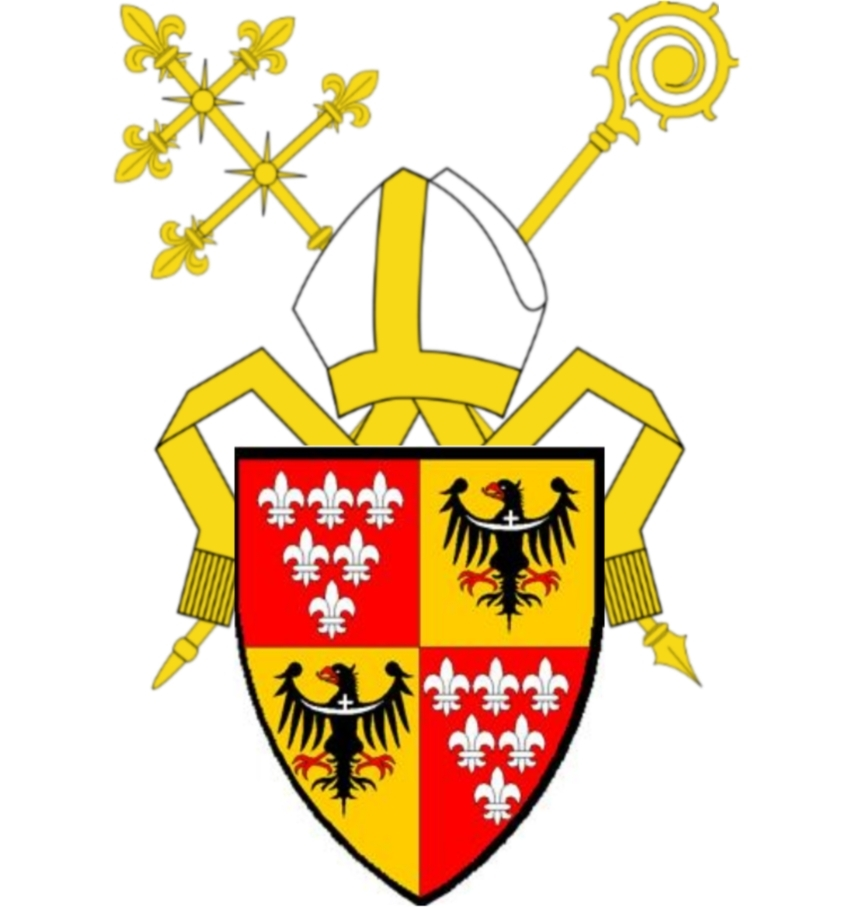
O Brasão de Armas da Arquidiocese

Com a  morte do arcebispo Adolf Bertram em 1945, a arquidiocese vive um longo período de sede vacante, durante o qual foi primeiro governada por Karol Milik na qualidade de administrador apostólico, depois por Kazimierz Lagosz, vigário capitular, e depois de 1956 por Bolesław Kominek como administrador apostólico
Em 28 de junho de 1972, pela bula Episcoporum Poloniæ, cedeu desta vez partes de território em vantagem da ereção da prefeitura apostólica de Görlitz (hoje diocese), da Diocese de Opole, cujo território de 1922 foi erigido em administração apostólica, e da diocese de Gorzów. Ao mesmo tempo, ele anexou partes da Arquidiocese de Praga e da Diocese de Meißen, que depois da Segunda Guerra Mundial se tornaram parte do território polonês.
Em 1978 a diocese cedeu o último território de fronteira, na Morávia, para a Arquidiocese de Olomouc.
Em 25 de março de 1992, como parte da reorganização das dioceses polonesas desejada pelo Papa João Paulo II com a bula Totus tuus Poloniæ populus, cedeu outras partes de território para a ereção das dioceses de Kalisz e de Legnica.
Em 24 de fevereiro de 2004 cedeu parte do seu território em vantagem da ereção da Diocese de Świdnica.
Em 21 de junho de 1983 e entre 31 de maio e 2 de junho de 1997 recebeu a visita apostólica do Papa João Paulo II.

## Prelados

### Bispos de Breslávia
- Jan † (1000 - ?)
- Hieronim † (1046 - 1062)
- Jan II † (1063 - 1072)
- Piotr I † (1074 - 1111)
- Żyrosław I † (1112 - 1120)
- Heymo † (1120 - 1126)
- Robert I † (1126 - 1140)
- Robert II † (1140 - 1142)
- Konrad † (1142 - 1146)
- Jan (Janik) † (1146 - 1149)
- Walter z Malonne † (1149 - 1169)
- Żyrosław II † (1170 - 1198)
- Jarosław z Opola † (1198 - 1201)
- Cyprian, O.Praem.  † (1201 - 1207)
- Wawrzyniec † (1207 - 1232)
- Tomasz I † (1232 - 1268)
  - Władysław Henrykowicz † (1268 - 1270) (administrador apostólico)

### Príncipes-bispos de Breslávia
- Tomasz Zaremba † (1270 - 1292)
- Jan Romka † (1292 - 1301)
- Henryk z Wierzbna † (1302 - 1319)
  - Wit de Habdank † (1319 - 1325)[nota 1]
  - Lutold z Kromieryża † (1319 - 1326)[nota 2]
- Nanker † (1326 - 1341)
- Przecław z Pogorzeli † (1342 - 1376)
- Wacław z Legnicy † (1382 - 1417)
- Konrad z Oleśnicy † (1417 - 1447)
- Piotr Nowak † (1447 - 1456)
- Jodok z Rożemberka † (1456 - 1467)
- Rudolf von Rüdesheim † (1468 - 1482)
- Jan Roth † (1482 - 1506)
- Jan Thurzo † (1506 - 1520)
- Jakub von Salza † (1520 - 1539)
- Baltazar von Promnitz † (1539 - 1562)
- Kaspar von Logau † (1562 - 1574)
- Marcin Gerstmann † (1574 - 1585)
- Andreas Jerin † (1585 - 1596)
- Bonaventura Hahn † (1596 - 1599)
- Paul Albert † (1599 - 1600)
- Jan von Sitsch † (1600 - 1608)
- Karl I Habsburg † (1608 - 1624)
- Karl Ferdinand von Vasa (Wasa) † (1625 - 1655)
- Leopoldo Guilherme da Áustria † (1656 - 1662)
- Carlos José de Habsburgo † (1663 - 1664)
- Sebastian Ignaz von Rostock † (1664 - 1671)
- Frederico de Hesse-Darmstadt † (1671 - 1682)
- Franz Ludwig am Rhein zu Neuburg † (1683 - 1732)
- Philipp Ludwig von Sinzendorf † (1732 - 1747)
- Philipp Gotthard von Schaffgotsch † (1748 - 1795)
  - Johann Moritz von Strachwitz † (1766 - 1781)[nota 3]
  - Anton Ferdinand von Rothkirch und Panthen † (1781 - 1795)[nota 4]
- Joseph Christian Franz de Paula zu Hohenlohe-Waldenburg-Bartenstein † (1795 - 1817)
  - Sede vacante (1817-1823)

### Príncipes-bispos honorários de Breslávia
- Emanuel von Schimonski-Schimoni † (1823 - 1832)
- Leopold Sedlnitzky Choltiz von Odrownocz † (1835 - 1840)
- Joseph Knauer † (1841 - 1844)
- Melchior Ferdinand Joseph von Diepenbrock † (1845 - 1853)
- Heinrich Ernst Karl Förster † (1853 - 1881)
- Robert Herzog † (1882 - 1886)
- Georg von Kopp † (1887 - 1914)
- Adolf Bertram † (1914 - 1930)

### Arcebispos de Breslávia
- Adolf Bertram † (1930 - 1945)
  - Sede vacante (1945-1972)
- Bolesław Kominek † (1972 - 1974)
- Henryk Roman Gulbinowicz † (1976 - 2004)
- Marian Gołębiewski † (2004 - 2013)
- Józef Piotr Kupny (desde 2013)